# كارول برغ
كارول برغ (بالإنجليزية: Carol Berg)‏‏ (1948 في فورت وورث، تكساس - ) روائية، وكاتِبة، وعَالِمَة حاسوب من الولايات المتحدة.

## الجوائز
- جائزة غفن